# Niklas Lomb
Niklas Lomb (Cologne, 28 de julho de 1993) é um futebolista profissional alemão que atua como goleiro.

## Carreira
Niklas Lomb começou a carreira no Bayer Leverkusen.

## Títulos
Bayer Leverkusen
- Bundesliga: 2023–24